# Buck Privates
Buck Privates este un film american de comedie muzical de război din 1941, regizat de Arthur Lubin. Rolurile principale au fost interpretate de actorii Lou Costello și Bud Abbott.

## Distribuție
- Bud Abbott - Slicker Smith
- Lou Costello - Herbie Brown
- Lee Bowman - Randolph Parker III
- Jane Frazee - Judy Gray
- Alan Curtis - Bob Martin
- Nat Pendleton - sgt. Michael Collins
- The Andrews Sisters - ele însele
- Sanuel S. Hinds - generalul maior Emerson
- Harry Strang - sgt. Callahan
- Nella Walker - dna. Karen Parker
- Leonard Elliott - Henry
- Shemp Howard - Chef